# Arnór Sveinn Adalsteinsson
Arnór Sveinn Adalsteinsson (ur. 26 stycznia 1986 w Reykjavíku) – islandzki piłkarz grający na pozycji obrońcy, najczęściej na prawej stronie defensywy. Od początku kariery jest zawodnikiem klubu Breiðablik UBK, skąd latem 2011 roku został wypożyczony do zespołu Hønefoss BK.